# Shotgun (tehnică de băut)

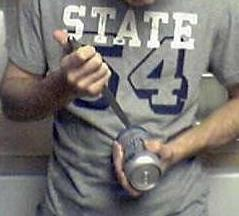

Shotgun (mai exact shotgunning) este o tehnică de consumare foarte rapidă a băuturilor la doză, în special a berii, prin găurirea laterală a dozei. Astfel, se poate consuma o bautură la cutie în mai puțin de 10 secunde.

## Tehnică
Pentru a se consuma o bautură „shotgun”, se găurește doza pe partea laterală, aproape de bază. Pentru a nu se scurge băutura, doza se ține orizontal, ușor înclinat, astfel ca aerul din interior să ajungă în dreptul tăieturii. Gaura poate fi facută cu orice obiect ascuțit (în general tirbușoane, cuțite, pixuri, chei sau posibil cu dinții sau cu degetele, pentru cei experimentați).
Consumatorul pune apoi gura peste gaură, rotind simultan doza spre verticală. Când se deschide doza, lichidul va curge cu rapiditate în gura consumatorului.